# Роланд Бартецко
Роланд Бартецко (Вирселен, 1970), бивши је немачки војник и терориста који је волонтирао на хрватској страни (Хрватско вијеће одбране) током рата у Босни, као и за Албанце (терористичка УЧК) током рата на Косову. Током 2001, Бартецко је организовао експлозију бомбе у аутомобилу испред зграде југословенске владе у Приштини, што је довело до смрти једног српског цивила и рањавања још четири. Ухапшен је неколико дана касније пошто су истражитељи откркили његов отисак прстију на детонатору. Оптужен је за убиство, покушај убиства и тероризам, чиме је постао први појединац из западне Европе који је оптужен за убиство на Космету по завршетку рата. Осуђен је на 23 године затвора, што је преиначено у казну од 20 година.

## Биографија
Бартецко је рођен у граду Вирселен. Служио је као наредник Бундесвера до 1992, када путује у БиХ да се бори за Хрватско вијеће одбране. Напушта ХВО у Априлу 1994. што објашњава сведочењем "веома окрутних сцена, које могу бити описане као зверства" а која су починили његови саборци са хрватске стране. Током касних деведесетих, придружује се Ослободилачкој војски Косова.
Осамнаестог априла 2001. г., бомба, постављена у аутомобил, је експлодирала близу Центра за мир и толеранцију у Приштини, седишту југословенске канцеларије која је издавала југословенске пасоше. Експлозија је убила једног цивила и ранила још четири, укључујући једну жену. Званичник југословенске владе Александар Петровић је касније идентификован као човек убијен током експлозије. Уређај коришћен у нападу је био испуњен металним фрагментима. Према тврдњи портпарола УНМИКа Андреа Анђелија, бомба је садржала око 10 килограма експлозива. Сцена злочина је убрзо била озбезбеђена од стране УНМИК-ове полиције и припадника британског КФОР-а који су касније пронашли коришћени детонатор и Бартецкове отиске на њему. Бартецко је ухапшен неколико дана после напада и оптужен за убиство, покушај убиства и тероризам, као први грађанин западноевропске државе оптужен за убиство на Космету. Суђење је почело у Фебруару 2002. под високим мерама безбедости, које су укључивале полицајце у балистичким прслуцима и наоружане аутоматским пушкама. Бартецеко се изјаснио да није крив. Тужилаштво је тврдило је у питању био „напад из освете” потекао из Бартецкове „мржње према Србима”. Десетог маја 2002. Бартецко је осуђен по свим тачкама оптужнице на 23 године затвора.
Бартецко је премештен на издржавање казне у затвор Дубрава у близини Истока. Он је поднео жалбу на првостепену пресуду и 12. новембра 2002. казна му је смањена са 23 на 20 година. Током 2009. Бартецко је поднео жалбу поводом наводних кршења његовог права на правни лек и кршења основних људских права, што је одбијено у августу 2010.
За време одслужења казне, Бартецко је студирао право. Пуштен је на условну слободу 2015. г. и настанио се у Приштини, где пружа правне услуге локалном медија предузећу. Активан је на веб сајту Quora, где одговара на питања о његовим ратним искуствима. 2018. г. је објавио мемоаре „Мирис рата: Лекције са ратишта” (енгл. The Smell of War: Lessons from the Battlefield). И даље тврди да није одговоран за напад на југословенску канцеларију за издавање пасоша и оптужује УНМИК за намештање доказа.
Марта 2022. г., Бартецко је одпутовао за Украјину са намером да се посвети логистици у Руско-украјинском рату. Сугерисао је да ће вероватно бити укључен у обуку добровољаца и да ће се укључити у бојбена дејства у будућности.